# К'юрт
К'юрт (рум. Chiurt) — село в Єдинецькому районі Молдови. Входить до складу комуни, адміністративним центром якої є місто Купчінь.